# Зингер, Пауль
Пауль Зингер (нем. Paul Singer; 16 января 1844, Берлин — 31 января 1911, Берлин) — один из вождей Социал-демократической партии Германии в XIX веке (в 1890—1911 годах — сопредседатель СДПГ, наряду с Августом Бебелем).

## Биография
Зингер имел еврейское происхождение, закончив реальное училище, основал вместе с братом фабрику дамских накидок. С 1884 года был депутатом рейхстага. В 1886 году на основании закона о социалистах был выслан из Берлина; позже вернулся состоятельным рантье, жертвуя значительную часть своих средств партии.

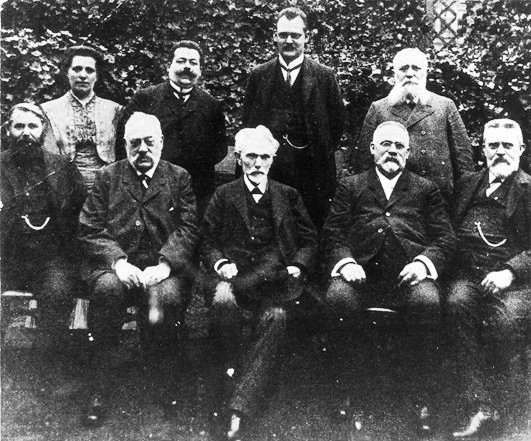
Руководство СДП 1909. Верхний ряд: Луиза Зейц, Фридрих Эберт, Герман Мюллер, Роберт Венгельс. Нижний ряд: Карл Алвин Гериш, Пауль Зингер, Август Бебель, Вильгельм Пфаннкух, Герман Молькенбур

Его противники много говорили и писали о несоответствии его образа жизни (далеко, однако, не роскошного) с его убеждениями, о тяжелом положении работниц именно на фабрике «братьев Зингер». Во время процесса о клевете, возбужденного Зингером против антисемитской газеты Staatsbürger Zeitung (1888), Зингер доказывал, что у него работницы живут не хуже, чем на других подобных фабриках, и что низкая заработная плата, продолжительный рабочий день и прочее вполне объясняются условиями производства на других подобных фабриках, при господстве капиталистического строя. Процесс был проигран Зингером.
Благодаря ораторскому таланту он выдвинулся в первый ряд деятелей партии. На съездах партии его в основном выбирали президентом.